# Oulimnius reygassei
Oulimnius reygassei là một loài bọ cánh cứng trong họ Elmidae. Loài này được Peyerimhoff miêu tả khoa học năm 1929.